# 阿列省圣埃卢瓦
阿列省圣埃卢瓦（法語：Saint-Éloy-d'Allier，法語發音：[sɛ̃.t‿elwa dalje]），或纯音译作圣埃卢瓦达列，是法国阿列省的一个市镇，位于该省西部偏北，和谢尔省接壤，属于蒙吕松区。

## 地理
阿列省圣埃卢瓦（46°29'14"N, 2°21'36"E）面积12.83 平方千米，位于法国奥弗涅-罗讷-阿尔卑斯大区阿列省，该省份为法国中部省份，北起涅夫勒省、西北接谢尔省，西南至克勒兹省，南至多姆山省，东南临卢瓦尔省，东临索恩-卢瓦尔省。
与阿列省圣埃卢瓦接壤的市镇（或旧市镇、城区）包括：圣代西雷、维普莱、锡迪亚耶、屈朗。
阿列省圣埃卢瓦的时区为UTC+01:00、UTC+02:00（夏令时）。

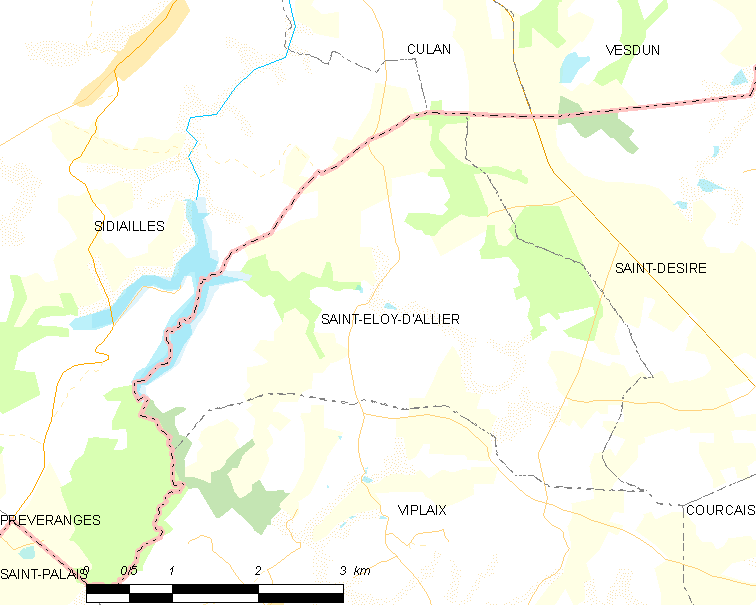
阿列省圣埃卢瓦的OSM定位图

## 行政
阿列省圣埃卢瓦的邮政编码为03370，INSEE市镇编码为03228。

## 政治
阿列省圣埃卢瓦所属的省级选区为于列勒县。

## 人口

1962-2008年间阿列省圣埃卢瓦人口变化图示

阿列省圣埃卢瓦于2022年1月1日时的人口数量为56人。